# Język haji
Język haji, także aji – język austronezyjski używany w indonezyjskiej prowincji Sumatra Południowa, przez grupę etniczną Haji w kabupatenie Ogan Komering Ulu Selatan. Według danych z 2000 roku posługuje się nim 17,5 tys. osób. Pewni jego użytkownicy zamieszkują również prowincję Lampung.
Należy do grupy języków malajskich, według klasyfikacji Ethnologue stanowi część tzw. makrojęzyka malajskiego. W edukacji i sferze religijnej używany jest język indonezyjski.
Z perspektywy genealogicznej jest to język o podłożu malajskim, przy czym obfituje w zapożyczenia z języka lampung (stanowią 1/3 podstawowego słownictwa). Jest wyraźnie odrębny od innych odmian języka malajskiego (w tym bliskich geograficznie dialektów semende i pasemah).
Istnienie języka haji odnotowano w artykule z 1980 r., gdzie został próbnie sklasyfikowany jako dialekt języka malajskiego. Dokumentacja jest silnie ograniczona. Został opisany w postaci słownika. Zebrano też pewne informacje nt. jego gramatyki oraz materiały tekstowe. Nie istnieje drukowana literatura w tym języku.